# Арал (Токтогульский район)
Арал (кирг. Арал) — село в Токтогульском районе Джалал-Абадской области Кыргызстана. Входит в состав Джаны-Джольского айылного аймака.

## География
Село расположено в северной части области, на левом берегу реки Чычкан, на расстоянии приблизительно 3 километров (по прямой) к северо-западу от города Токтогула, административного центра района. Абсолютная высота — 1007 метров над уровнем моря.

## Население
Согласно оценочным данным Национального статистического комитета Кыргызской Республики, численность населения села на начало 2023 года составляла 1434 человека.
| год     | 2009 | 2014 | 2015 | 2020 | 2021 | 2023 |
| ------- | ---- | ---- | ---- | ---- | ---- | ---- |
| человек | 1177 | 1163 | 1195 | 1435 | 1466 | 1434 |